# Amico (figlio di Poseidone)
Amico (in greco antico: Ἄμυκος?, Ámykos in latino Amycus) è un personaggio della mitologia greca.

## Genealogia
Figlio di Poseidone e della ninfa Melia, nonché fratello di Migdone.
Sposò Teano, la sorella di Ecuba che gli diede un figlio di nome Mimante.

## Mitologia
Amico si alleò con il fratello Migdone ed ebbe una lotta contro Lico re della Misia (al quale uccise i fratelli Priola ed Otreo), che a sua volta si alleò con Eracle che uccise Migdone, a quel tempo il re dei Bebrici.
Dopo la morte del fratello e la partenza di Eracle, Amico prese il potere riconquistando le terre che erano state del fratello.

### La morte
In seguito, quando gli Argonauti approdarono sulla sua terra, Amico, vantandosi con tono arrogante di essere un ottimo pugile sfidò il migliore fra loro, Polluce. All'inizio Polluce procedette con cautela ma, una volta capiti i punti deboli dell'avversario, iniziò a combattere sul serio, rompendo la sua guardia ed uncinandogli la mascella, per infine rompergli il naso con un potente sinistro.
Amico, reso furioso dal dolore, agguantò l'avversario e, mentre stava per colpirlo con un montante destro, fu anticipato dall'avversario che gli fracassò la tempia, uccidendolo.

### Dopo la morte
I suoi soldati insorsero contro gli argonauti ma vennero subito sconfitti. Suo figlio Bute fu costretto a fuggire via mare.
Giasone, il loro comandante, per scusarsi con Poseidone sacrificò 20 tori.

### Fonti antiche
- Apollonio Rodio, Le Agonautiche, Libro II
- Pseudo-Apollodoro, Biblioteca, Libro I
- Le Argonautiche orfiche pag 661 e seguenti
- Gaio Valerio Flacco, Le Argonautiche
- Igino, Fabulae
- Teocrito, Idillio XXII

### Moderna
- Robert Graves, I miti greci, Milano, Longanesi, 1955.
- Angela Cerinotti, Miti greci e di Roma antica, Firenze, Giunti, 2005. ISBN 88-09-04194-1
- Pierre Grimal (a cura di), Enciclopedia dei miti, Milano, Garzanti, 1990.
- Anna Maria Carassiti, Dizionario di mitologia greca e romana, Newton & Compton, 1996. ISBN 88-8183-262-3